# Joseph Delom-Sorbé
Pour les articles homonymes, voir Delom-Sorbé.
Joseph Delom-Sorbé, né le 12 janvier 1860 à Séméacq-Blachon (Basses-Pyrénées) et mort le 17 février 1921 à Séméacq-Blachon, est un homme politique français.

## Biographie
Médecin militaire, il termine sa carrière comme médecin chef de l'hôpital militaire de Pau. Il est député des Basses-Pyrénées de 1914 à 1921, inscrit au groupe de la Gauche républicaine. 